# Allotoca maculata
Allotoca maculata, tiếng địa phương là tiro manchado, là một loài cá thuộc họ Goodeidae. Đây là loài đặc hữu của México.